# Краснотростянецька лісова науково-дослідна станція

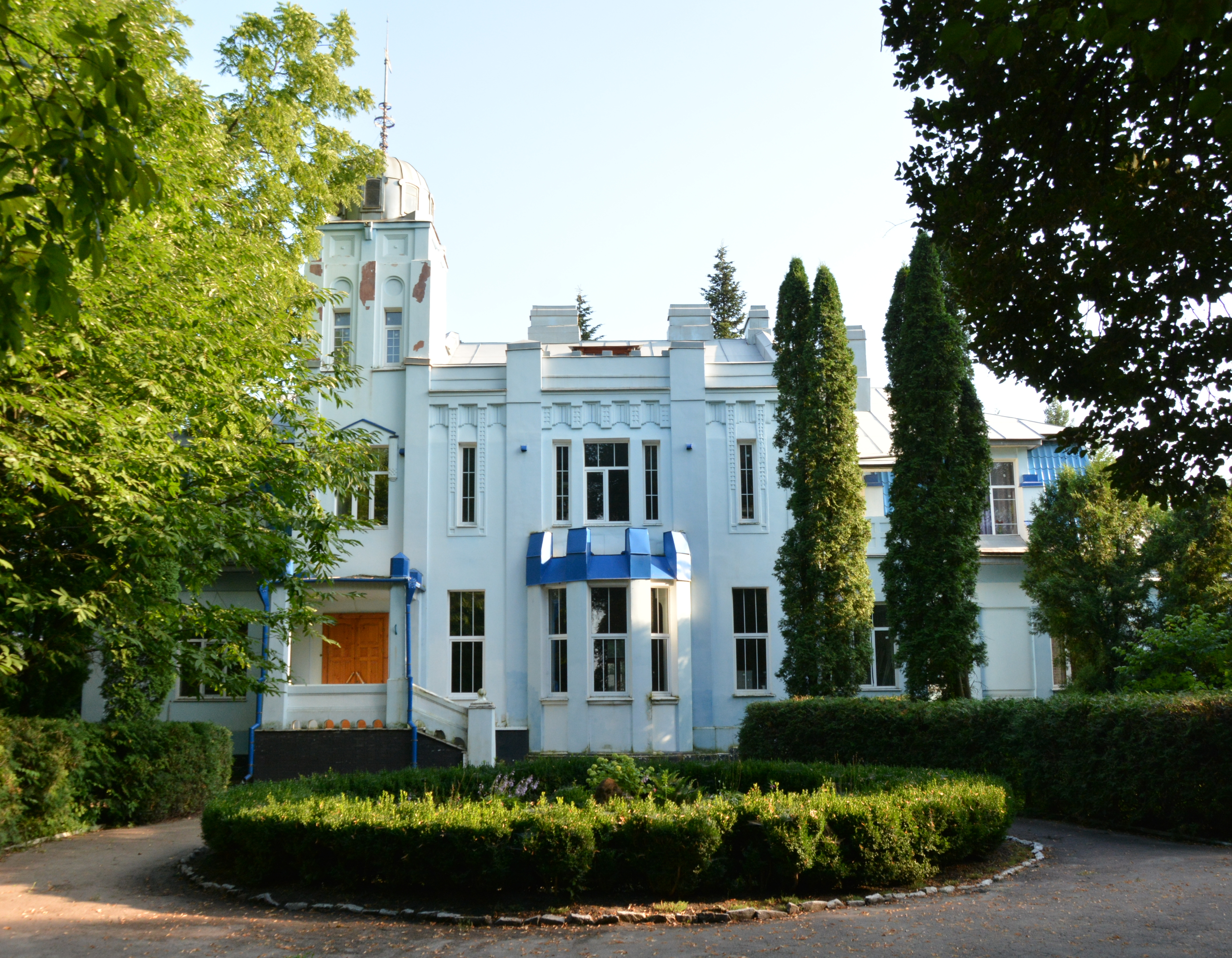
Будинок управителя маєтками Леопольда Кеніга в Тростянецькому парку — місце розташування станції

Краснотростянецька лісова науково-дослідна станція — науковий заклад у галузі лісівництва в місті Тростянець на Сумщині. Заснована 1923 року. З 1930 року — в складі Українського науково-дослідного інституту лісового господарства і агролісомеліорації імені Г. Висоцького. Розташовувалась в архітектурній пам'ятці 1911 року. Знищена пожежею під час Російського вторгнення в Україну.

## Географія та розташування
На західній околиці м. Тростянець Сумської обл., частково на території Тростянецької міської ради (66,6 га), частково Станівської сільської ради (189,4 га) розташований парк-пам'ятка садово-паркового мистецтва загальнодержавного значення «Тростянецький». Основою парку є дібровний масив природного походження. Композиційну вісь його становить каскад з трьох штучних водойм загальною площею 18,4 га, дві з яких було утворено на початку ХІХ століття, шляхом побудови двох дамб на річці Тростянець, а третя — у 80-х роках уже ХХ століття. На схилах різної крутизни (7-15°, а інколи 30-35°) та експозиції, що збігають до водойм, виростають дуб, ясен, липа, клен, Ближче до водойм тоді ж висадили  біогрупи сосни та ялини.

## Історія

### Історія створення парку
Тростянецький лісопарк закладено в мальовничому урочищі Нескучне на берегах системи ставків, створених на місці колишньої річки Тростянки. Високі та круті схили долини річки, порізані балками, були вкриті віковою дібровою. Зачаровували своє величчю і красою могутні дуби, клени, липи, спокійна блакитна гладь ставків, що привабливо звивались поміж крутих і положистих берегів у яскравому барвистому вбранні весняного дібровного різнотрав'я, що згодом змінювалось на зелене, золотисте, багряне. Різноголосий спів птахів наповнював простір цього величезного лісового масиву. Такі чудові природні пейзажі послужили основою для створення в цій місцевості парку, який був закладений у 1809 році на честь сторіччя перемоги над шведами у Полтавській битві. На той час Тростянецьким маєтком володіла Олександра Надаржинська — онука Тимофія Надаржинського, духівника Петра І. Вона вийшла заміж за князя генерал-майора Олексія Корсакова, учасника Вітчизняної війни 1812 року. Не дивно, що така знана далеко за межами свого маєтку родина з Тростянця стала засновником ювілейного парку.
Долина річки Тростянки та її навколишні крутосхилі балки стали центром розбудови цієї природної скарбниці Сумського краю. Ці місця в ті далекі часи були покриті переважно дубовими лісами. «Свідками» минулих століть можна вважати велетні дуби-патріархи віком понад 300 років,   які збереглися до наших днів на заповідній частині лісового урочища «Нескучне». Деякі з таких дубів-велетнів навіть називають деревами-будинками, адже з їх ділової деревини можна було б спорудити житловий будинок. Висота цих дубів досягає 30-35 метрів, діаметр стовбура — півтора метра.
Штучні водоймища долини доповнювали незрівнянно гарні пейзажі довкілля. Навколо них висадили групами сосни та ялини, облаштували дорогу, проклали пішохідні доріжки.  Тоді ж був збудований у глибині лісової хащі на березі ставу «Грот Німф».
В глибині лісової хащі він мав вигляд куполоподібної споруди діаметром біля 10 метрів. Вхід до гроту обклали великими брилами вапняку, зовні споруду задернували. Потрапити до нього можна було лише по воді на човні. Неподалік перед гротом знаходилась галявина для розваг, на якій піснями та танцями артисти-кріпаки зустрічали поважних гостей власники маєтку. Ніби заглядаючи в глибину віків, ми милуємось сьогодні барвами лісопаркових пейзажів.
Композиційним центром літнього маєтку Корсакових був оригінальний з витонченими архітектурними елементами двоповерховий палац в стилі модерн. Його розмістили на мальовничий ділянці узлісся. Будівля була оздоблена численними різнохарактерними віконними проймами, козирками, еркерами, карнизами. Могутні пілястри пронизували на фасаді споруду на всю висоту  і підносилися над дахом, створюючи вигляд її конструктивної основи. Вхід у приміщення був оформлений навісом, акцентований квадратною в плані баштою, що підносилася на цілий поверх і завершувалася круглим з рельєфними деталями напівсферичним куполом-барабаном.
Можна лише здогадуватись, яке захоплення гостей і відвідувачів маєтку викликав Тростянецький лісопарк вже в перші десятиріччя своєї історії. Дивовижні пейзажі, дзеркала ставків, архітектурно приємні забудови маєтку — все це гармонійно об'єднувалось в єдиний палацо-парковий ансамбль.
Отже, Тростянецький парк був створений у стилі українських пейзажних парків, що базувались на ідеї максимального використання даних місцевості, красоти природного пейзажу та захопленні рослинами і становили собою палацово-паркові ансамблі.
Після смерті в 1842 році  Олександри Корсакової Тростянецький маєток успадкувала друга донька Корсакових княжна Софія, яка була одружена з князем Василем Голіциним. Син Голіциних Олексій приятелював зі студентом Петербурзької консерваторії Петром Чайковським. В 1864 році 24-річний студент Петро Чайковський провів літо у Тростянці в маєтку Голіциних. Тут він написав свій перший музичний твір — увертюру за мотивами драми О.Островського «Гроза».
Зараз важко стверджувати, на скільки цей мальовничий та дивовижний куточок України надихнув в молоді роки російського композитора на творчість. Але ж відомо, що він після цього року ще не один раз відвідував Сумщину.
У 80-х роках 19 століття Тростянецький лісопарк відвідували поет Павло Грабовський та письменник Антон Чехов.
З 1874 року Тростянецьким маєтком володів відомий на Сумщині цукрозаводчик барон Леопольд Єгорович Кеніг. Після його смерті у 1903 році спадщина перейшла одному з його синів Юлію, який володів маєтком до жовтневої революції 1917 року. До 1874 року майже ніякого наукового ведення лісового господарства в лісах тростянечиини не було. Стиглі деревостани масово продавали купцям. За часів  володіння Тростянецьким маєтком Кенігами  лісопарк був значно упорядкований. В партерній частині лісопарку з'явились нові господарські споруди.
У 1911 році збудований гарненький двоповерховий будинок управляючого маєтками Кеніга. В ньому згодом і розмістилася станція. Цей будинок визнаний пам'яткою архітектури національного значення. І до наших днів милує око струнка, майже столітня, липова алея біля цього приміщення.
В цей період історії лісопарку на його території починають створювати відомі лісоводам майже всього світу тростянецькі лісові культури, складено план лісовпорядкування, відбулися значні зміни у веденні лісового господарства. Наприклад, на схилах балки «Якубів яр» вражають своєю доцільністю та красою соснові культури, закладені в 1904 році. Шумить сьогодні повноцінний сосновий ліс висотою майже 30 метрів. У складі місцевої флори з'явились нові види деревних порід: сосна австрійська і сосна Веймутова, дуб північний, модрини європейська і сибірська. У 1913 році професором Петербурзького лісового інституту М.Орловим узагальнюється досвід лісорозведення та заліснення еродованих схилів в тростянецьких лісах барона Кеніга. Під його керівництвом тростянецькі лісники дуже багато зробили для лісовідновлення на зрубах та заліснення неугідь, де, крім порід сосни і дуба, саджали модрину, ялину, дуб бореальний та інші екзоти. До 1917 року в маєтку Кеніга на багатьох ділянках виростили унікальні дубово-ясеново-модринові, сосново-дубові, сосново-модринові, сосново-ялинові деревостани. Цей досвід лісовирощування зумовив відкриття у 1923 році Краснотростянецької лісова дослідної станції.

### Краснотростянецька лісова дослідна станція
Після жовтневої революції 1917 року Тростянецький лісопарковий масив поступово перетворюється в природну лабораторію науковців лісової справи. З 1923 року тут починає працювати Краснотростянецька лісова дослідна станція. Її назва походить від лісової дачі «Красне», де вона розташована. Пізніше станція стала підрозділом Українського науково-дослідного інституту лісового господарства і агролісомеліорації імені Г.Висоцького.
У 1924—1927 роках завідувачем станції був А. С. Мачинський, а потім до 1930 року — П. К. Фальковський. У 30-х роках Петро Костянтинович працює заступником директора станції по науці. Його перу належить велика кількість друкованих праць. На жаль, у 1937 році його репресували і розстріляли. На базі Тростянецького лісопаркового масиву також починали свою наукову діяльність відомі лісоводи: академіки А.Жуков, П.Погребняк, професори Д.Лавриненко та С.П'ятницький, талановиті науковці П.Ізюмський, П.Пастренак та інші.
Співробітники лісодослідної станції у 1928 році засновують у лісопарковому масиві дендропарк площею 2 гектари, флористичний склад якого постійно поповнюється все новими і новими видами. В середині 20 століття в дендропарку вже нараховувалось понад 120 нових для північно-східної України видів деревних та чагарникових порід — інтродуцентів, зокрема горіх волоський, чорний, сірий, манчжурський, Зібольда, гікорі, береза, різні види ялини, ялиці, каштанів, липи, дубів, бука, тюльпанове дерево, кизил, бархат амурський та багато інших. У довоєнний час колектив станції, а це всього лише декілька чоловік, провів цілий ряд унікальних досліджень за рубкою, доглядом за лісом, лісовою технологією, вивченням природних умов краю, лісових культур різних порід, впливом випасу худоби на стан лісів, балансом вологи в дібровах. Нові лісокультури закладалися під безпосереднім керівництвом професора О. І. Колесникова. У закладці брали участь П. К. Фальковський, А. Б. Жуков, І. Д. Стахняк, Ф. Д. Белентьєв, В. В. Гурський. Найбільш детально їх вивчав вчений Патлай Іван Михайлович, під керівництвом якого було створено понад 100 гектарів клонових насіннєвих плантацій.
У 1929 році В. В. Гурський за конкурсом зайняв місце лісовода-дослідника в Краснотростянецькій лісовій дослідній станції. У 1940 році Валеріан Валеріанович був призначений заступником директора станції з науки, а в 1944—1965 роках працював тут директором. Тридцять шість років він вів плідну науково-дослідну роботу, а потім продовжував її як старший співробітник українського науково-дослідного інституту лісового господарства і агролісомеліорації імені Г. М. Висоцького.
В. В. Гурський усе своє життя працював на лісовій ниві України і вніс вагомий внесок у лісову науку і практику. Він займався питаннями інтродукції та селекції деревних порід, створенням лісових культур та багатьма іншими проблемами. За кілька років під його безпосереднім керівництвом на землях станції було закладено понад 110 дослідних об'єктів. Його роботи по бархату амурському і дубу бореальному стали класичними. Він є автором понад вісімдесяти наукових робіт.
Під час Великої Вітчизняної війни В. В. Гурський врятував наукову документацію і найцінніше майно станції. Це був акт справжньої громадянської мужності і патріотизму. Коли фронт наблизився до Сумщини, Валеріан Валеріанович вирішив евакуювати те, що було для науково-дослідної установи найціннішим: науково-технічну документацію. Драматичним було вивезення її на волах глухими дорогами, уникаючи магістральних шляхів, якими вже йшли німці. Архів вдалося довезти до містечка  Валуйок Курської області. Варто підкреслити, що Валеріан Валеріанович не взяв із собою ніяких домашніх речей, бо на підводі для них не знайшлося місця. Евакуювала майно станції людина, важко хвора на той час на жорстку форму псоріазу. У Валуйках ще діяла залізниця, із величезними труднощами вдалося буквально останнім ешелоном відправити евакуйоване майно в Уфу на башкирську лісову дослідну станцію, де він мав знайомих серед наукових співробітників.
У 1942—1943 роках В. В. Гурський працював старшим лісником Памірського лісгоспу. За виконання військових замовлень на цьому посту його було відзначено урядовою подякою. У 1944 році Головлісоохорона при Раді Міністрів СРСР направила Валеріана Валеріановича в місто Тростянець на посаду директора Краснотростянецької лісодослідної станції. Картина, яку побачив він у Тростянці, була сумною. Величезної шкоди на суму 6,4 мільйона карбованців завдали місцевим лісам фашистські окупанти в 1941—1943 роках. Вони по хижацькому винищували кращі насадження. Будівлі станції лежали в руїнах. Дослідні об'єкти в роки війни, звичайно, залишилися без догляду і були занедбані. Потрібно було все відбудовувати і відновлювати дослідні об'єкти у натурі. Без евакуйованої науково-технічної документації, знання специфіки і стану об'єктів у натурі це було неможливим.
Після повернення архівів на станції розпочалися активні науково-дослідні роботи. Згодом вона стала місцем проведення цілого ряду не лише республіканських, а й всесоюзних науково-технічних конференцій і семінарів, школою передового досвіду, справжньою лісовою академією, створеною кількома поколіннями лісоводів, І, насамперед, колективом станції і особисто Валеріаном Валеріановичем Гурським. Всі, хто буває на постійних пробних площах, бачить деревостани із запасом деревини по 500—700 метрів кубічних на один гектар у стиглому віці.
У 1962 році складовою частиною старого дендропарку стає новий дендрарій площею . На трикутних секторах нового дендрарію було висаджено понад 30 тисяч саджанців, завезених сюди із багатьох дендропарків та ботанічних садів. Флора Тростянецького лісопаркового масиву збільшується до 250 видів і форм деревних і чагарникових порід із 33 родин голонасінневих та квіткових рослин. Особливо багатою стає колекція розових (55 видів і форм) та бобових (20 видів і форм). З колекції старого Тростянецького дендропарку випали дерева церцису, тюльпанного дерева. Не всі види збереглися і в новому дендрарії. Втрачені реліктовий гінкго дволопатевий, високо декоративна ліана гліцинія (вістерія китайська) тощо. Але жива колекція дерев та чагарників в лісопарку з часом збагачувалась, і сьогодні вона досить велика. Це представники 40 родин рослинного світу: соснові, кипарисові та тисові із голонасінних та 37 родин квіткових рослин.
Досить повно в живій колекції Тростянецького лісопарку представлені із голонасінних рослин модрини, сосни, ялиці та ялини. Кожен відвідувач може здивовано задивитись влітку на модрини європейську, даурську, сибірську, Сукачова, Чекановського, японську. Хто уважніше подивиться, перед тим розкривають потенційні можливості 17 кліматичних форм. Найбільш стійкі форми модрини в місцевих умовах можуть давати в лісових культурах до 700 кубічних метрів ділової деревини з кожного гектара. Чим не фантастика! В будь-яку пору року тільки байдужий може не звернути уваги на сосну австрійську, Банкса, Веймутову, звичайну, кедрову і кримську, або ялиці — бальзамічну, білу, кавказьку, македонську, одноколірну.
Повсюдно поширені в декоративному оформленні скверів і парків ялини. Ці красуні в Тростянецькому лісопарку також є окрасою з давніх-давен. Ялини є у великій кількості і біля ставків. У окремих екземплярів стовбури мають майже метрову товщину, а по висоті вони дорівнюють дев'ятиповерховому будинку. Святково в колекції виглядають ялина європейська, Енгельмана, канадська. Та найгарнішим вбранням виділяється ялина колюча блакитної форми. Вона чарує весною і літом, в осінню пору і взимку.
Значно ширше в Тростянецькому лісопарку  представлені квіткові дерева, кущі та ліани. Велику увагу привертають дуби великоплідний, Висоцького, звичайний, каштанолистий, північний. Провідне місце за попитом в озелененні та лісорозведенні серед них займає дуб червоний. Дуби, саджанці яких вирощені на Тростянецькій лісовій дослідній станції, можна зустріти в скверах і парках Москви, вони добре себе почувають навіть на Памірі.

## Культурна цінність
Величні в колекції лісопарку ясени: звичайний, зелений, пенсильванський. Також декоративні клен ясенолистий (форма строката), гостролистий (форма кулеподібна), явір. Розкішні за габітусом крони горіхи — волоський, Зібольда, сірий, чорний. Стрункі декоративно привабливі тополя біла, пірамідальна, чорна, осика. Вражають горобини: звичайна плакучої форми, дуболиста, круглолиста, берека. Милують око своїми квітами гіркокаштан звичайний, червоний. Запашні квіти у бархату амурського, софори японської. Перелік величності живої дендрологічної колекції в Тростянецькому лісопарку здається нескінченим… Фахівцям, які добре її знають, зрозуміло, що загальну кількість таксонів дерев, кущів та ліан потрібно уточнити.
Ліси на території Тростянецького лісопарку сформовані переважно насадженнями дуба майже стиглого віку, сосни, ялини, липи, вільхи та бархату. Найстаріші в лісопарку угруповання формації ясена (), а наймолодші — клена ().(га). Слід відзначити, що навіть в роки лихоліть лісове ландшафтне різноманіття Тростянецького лісопарку не зазнало значної трансформації. В тутешніх лісах водиться дичина. В них нерідко можна зустріти лося, козулю, дикого кабана, лисицю, білку, куницю. Чарівну мелодію створюють безліч пташок.
Гордістю Тростянецького лісопаркового масиву є географічні культури дуба, ясена, модрини і сосни, а також маточна плантація горіхів, вирощена співробітниками Краснотростянецької лісової дослідної станції із насіння, зібраного в різних природних колишнього Радянського Союзу. На їх основі ведуться значні дослідницько-селекційні роботи, про які знають не лише в Україні, але й далеко за її межами. Сюди приїжджають фахівці із багатьох країн СНД, Західної Європи.
З роками Тростянецький лісопарковий масив перетворився в унікальну насінневу базу Лівобережної України. Сьогодні дендрологічна колекція лісопарку може задовольняти як потреби в насінні дослідницьких колективів, так і запити по озелененню та лісорозведенню.

## Наслідки російського вторгнення в Україну (з 2022)

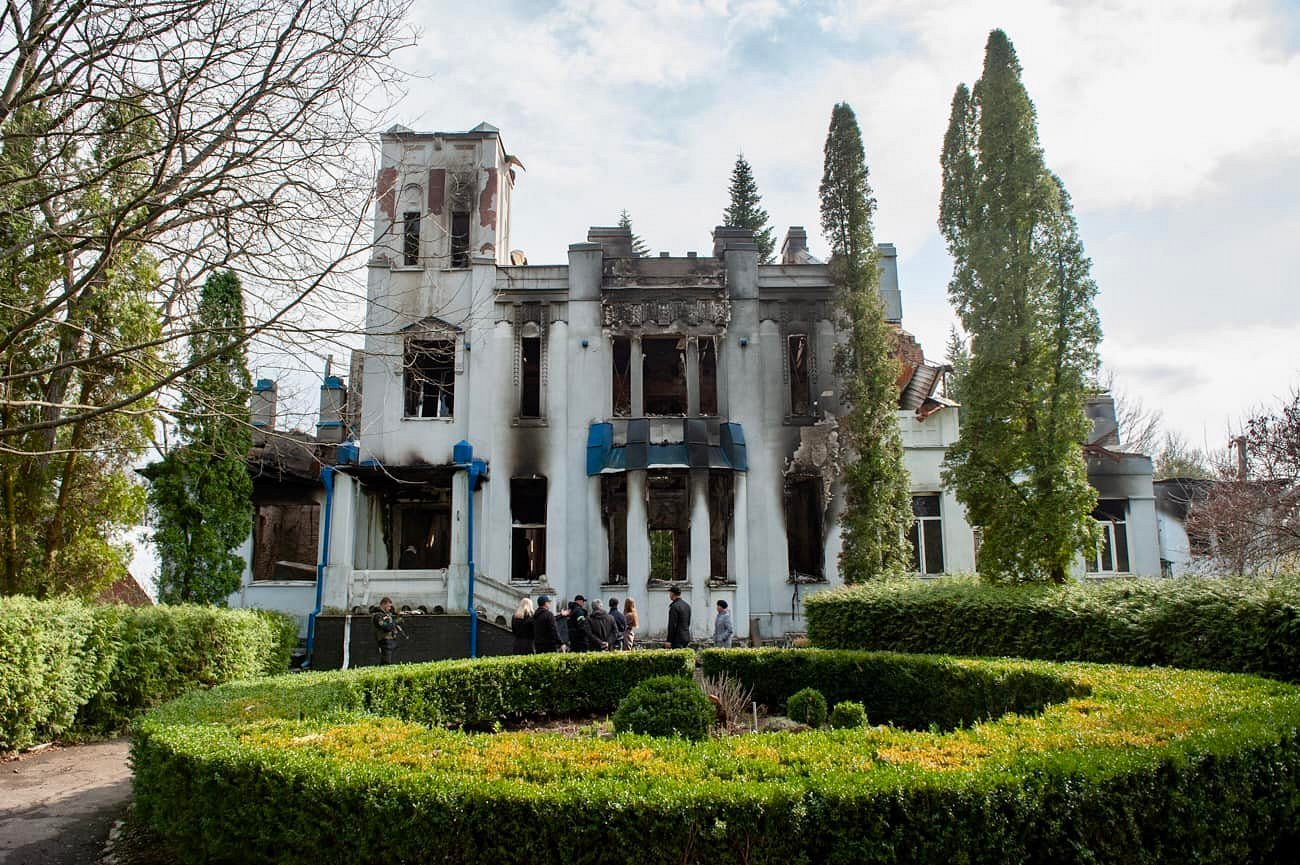
Після російського вторгнення

Під час запеклих боїв та захисту міста станція згоріла вщент. Там знаходилися унікальні каміни, дубові східці та література. Все це зберігалося століттями. За даними інституту лісового господарства, пожежа знищила все, що було в будівлі, включно з обладнанням, архівом і науковою бібліотекою. Співробітники не постраждали.

## Список використаної літератури
1. Артюшенко М. М. Новітня історія Тростянеччини. — Тростянець, 2004 р.
2. Вакулюк П. Г. Нариси з історії лісів України. — Фастів, 2000 р.
3. Гончаренко П. Ф., Патлай І. М. Червонотростянецький дендропарк. — Харків: видавництво «Прапор», 1974 р.
3. Заповідні скарби Сумщини. — Під загальною редакцією д.б.н. Т. Л. Андрієнко. — Суми: видавництво «Джерело», 2001 р.
4. Игнатенко В. А., Прокопенко А. Я. Боры, дубравы, перелески. — Сумы, .
5. Погребняк П. С. Лісова екологія і типологія лісів. Вибрані праці. — К., 1983 р.
6. Стан природного середовища та проблеми його охорони на Сумщині.
Природно-заповідний фонд області. Книга 3. Редкол.: К. К. Карпенко, М. П. Книш та ін. — Суми: видавництво «Джерело», 1999 р.